# Национално знаме на Белгия
Националното знаме на Белгия представлява три еднакви по размер, вертикални цветни полета – черно, жълто и червено, подредени в този ред вертикално от носещото тяло към края. Държавното знаме има квадратна форма с отношение ширина към дължина 13:15, но по-често се използва гражданско знаме с отношение 2:3. Формата му е заимствана от знамето на Франция, цветовете са взети от герба на Брабантското херцогство, а произходът на нестандарните размери не е изяснен.
Според белгийската конституция, чл. 193, белгийското знаме е с цветове Червен, жълт и черен, обратно на подредбата в която се срещат на официалното знаме.
Знамето на Белгия в актуалната си форма е прието на 23 януари 1831 г., скоро след като страната придобива независимост от Нидерландия (Холандия). Първоначално, между 1879 и 1830 г., цветните полета са били разположени хоризонтално, но поради прилика с нидерландското знаме са променени.

## Дизайн
Официалното ръководство за протокола в Белгия определя големината на националното знаме на Белгия като 2,6 м височина за всеки 3 м ширина, което се равнява на отношение ширина към дължина 13:15. Всяко от цветните полета е една трета от ширината на знамето. Цветовете се определят по следния начин:
| Цвят | Официален цветови модел | RGB цветови модел | HEX цветови модел |
| ---- | ----------------------- | ----------------- | ----------------- |
|      | Pantone Black           | (0, 0, 0)         | #000000           |
|      | Pantone Yellow 115      | (250, 224, 66)    | #fae042           |
|      | Pantone Red 32          | (239, 51, 64)     | #EF3340           |
|      |                         | (0, 0, 0)         | #                 |
|      |                         | (0, 0, 0)         | #                 |
|      |                         | (0, 0, 0)         | #                 |